# Acueducto Mathur
El Acueducto Mathur (en tamil: மாத்தூர் தொட்டிப் பாலம) es un acueducto en el sur de la India, en el distrito de Kanyakumari del estado de Tamil Nadu. Construido sobre el río Pahrali (también llamado Parazhiyar), que toma su nombre de Mathur, una aldea cerca del acueducto, el cual está a una distancia de unos 3 kilómetros de la ciudad Thiruvattar y a unos 60 km del Kanyakumari, la ciudad más al sur de la India. Es uno de los acueductos más largos y más altos en el sur de Asia], y también es un lugar turístico popular en el distrito de Kanyakumari. La estación de tren más cercana es la estación de tren Kullithurai que está a unos 15 kilómetros y el aeropuerto más cercano es el Aeropuerto Internacional de Trivandrum, que es de unos 70 kilómetros.